# Rusagro
Rusagro (ou Rousagro, selon la translittération française ; Русагро en cyrillique) est une compagnie agroalimentaire géante russe,. Son siège est installé à Moscou. Son personnel représente plus de dix mille employés. Elle possède environ 500 000 hectares de terres agricoles. Le chiffre d'affaires de la société pour l'année 2024 en Russie s'élève à 862 millions d'euros.

## Histoire
La compagnie est fondée en 1995 et le groupe Rousagro, comme société à responsabilité limitée, formé en 2003. En 2009, la holding acquiert de l'ancienne holding agroalimentaire « Alikor » une partie des actifs de l'usine d'extraction d'huile située dans le raïon de Bezentchouk de l'oblast de Samara. En 2011, l'usine y lance la production industrielle d'huile de tournesol.
La compagnie prend en 2009-2010 le contrôle de la compagnie agroalimentaire « Stoïlenskaïa Niva » (spécialisée dans la transformation du grain), ayant reçu ainsi près de 100 000 hectares de terre en location-bail avec droit d'achat postérieur. Le groupe acquiert aussi les grands combinats laitiers laissés par « Stoïlenskaïa Niva ».

### Introduction en bourse
Au printemps 2010, la compagnie a voulu faire son introduction en bourse en Russie vendant 20 % de ses actions pour 245-309 millions de dollars. Mais après la fermeture des registres d'application, Rousargo se rétracte (d'après le journal Vedomosti, elle aurait été mécontente des résultats). En avril 2011, Rousargo fait une introduction en bourse, cette fois-ci à Londres, plaçant des actions d'une valeur de 330 millions de dollars. L'ensemble de l'entreprise est alors estimé à 1,8 milliard de dollars,.

## Propriétaires et direction
Au mois de mars 2011, 75 % des actions de la compagnie Ros AGRO PLC appartiennent à la famille du fondateur de Rousargo, Vadim Nikolaïevitch Mochkovitch, membre du Conseil de la fédération et originaire 
de l'oblast de Belgorod, et 7 % à Maxime Dmitrievitch Bassov, actuel directeur général.

## Activités
La compagnie est compétente dans quatre domaines: culture végétale (elle possède 380 000 hectares de terres agricoles au 1er mars 2011), production de sucre, production de viande de porc (elle représente 5 % du marché avec 200 000 tonnes en 2017, contre 70 000 tonnes en 2012), et fabrication d'huile végétale (huile de tournesol, margarine, mayonnaise). Elle est propriétaires de six entreprise de transformation alimentaire spécialisées dans la production de sucre: la société par actions publique (ОАО en russe) Valouïkisakhar (Валуйкисахар) modernisée grâce à la compagnie française Deleplanque,  l'usine de sucre Tchernianski (filiale), l'usine de sucre Nika (filiale), l'usine de sucre Znamenski (société par actions publique), Nikiforovski (filiale), Jerdevski (filiale), ainsi que le combinat Jirovoï, des entreprises agricoles dans l'oblast de Belgorod et l'oblast de Voronej, de même que des entreprises de production de viande de porc dans l'oblast de Belgorod (société par actions publique Belgorodski Bekon, c'est-à-dire « Bacon de Belgorod ») et l'oblast de Tambov. De plus, la compagnie gère trois élévateurs à grain. En 2016, Rousargo a acheté à la compagnie Razgouliaï, deux usines de sucre dans l'oblast de Koursk (société par actions non publique Kchensky sakharny kombinat, et la société par actions publique Krivets-sakhar) et une usine dans l'oblast d'Orel (société par actions non publique usine de sucre Otradinsky sakharny zavod), et en plus 86 000 hectares de terres arables. Au total, les trois usines acquises ont une capacité de traitement de près de 13 000 tonnes de betterave par jour, ce qui a permis à Rousargo d'augmenter sa production de sucre de 35-40 %. 
Le chiffre d'affaires (selon les IFRS) de la société s'élevait en 2010 à 30,96 milliards de roubles (en 2009 - 24,67 milliards de roubles), le bénéfice net de 5,16 milliards de roubles (2,32 milliards de roubles),.
Le chiffre d'affaires de la compagnie a augmenté en 2015 de 23 % atteignant 72,4 milliards de roubles.
Depuis l'embargo alimentaire russe de 2014, les chiffres de production de Rousagro atteignent des chiffres record. Rousagro envisage d'implanter des usines de production de viande de porc et de volaille en Primorié pour viser le marché chinois à partir de 2018.

## Source de la traduction
- (ru) Cet article est partiellement ou en totalité issu de l’article de Wikipédia en russe intitulé « Русагро » (voir la liste des auteurs).